# Chaos (film 1984)
Chaos (wł. Kaos) – włosko-francuski komediodramat z 1984 roku w reżyserii Paola i Vittoria Tavianich. Scenariusz powstał na podstawie opowiadań Luigiego Pirandella.

## Fabuła
Film składa się z czterech nowel, zakończonych epilogiem. W pierwszej, Inny syn, przywołane zostają krwawe wydarzenia z czasów powstania Garibaldiego, które sprawiły, że matka wyrzekła się jedynego syna, który z nią pozostał, podczas gdy dwaj pozostali wyemigrowali do Ameryki. W drugiej, Wpływ księżyca, młoda żona odkrywa skrywaną przez męża tajemnicę budzenia w nim przez księżyc niebezpiecznych skłonności. W trzeciej, Dzban, przedstawiona zostaje historia garncarza, który posiada cudowny klej na spojenie rozbitych naczyń. Zostaje wezwany do naprawienia zniszczonego dzbana na oliwę, ale nieopatrznie zostaje uwięziony w jego środku, nie mogąc się po sklejeniu wydostać przez zbyt wąską szyjkę. Czwarta, Requiem, przywołuje zatarg wieśniaków z miejscowym posiadaczem ziemskim o prawo do założenia cmentarza w ich osadzie. W epilogu, Rozmowa z matką, w zwanej „Kaos” posiadłości Pirandella w Agrigento pisarz przywołuje wspomnienie nieżyjącej matki i odbytej w dzieciństwie podróży, która stała się wyobrażeniem nieosiągalnego szczęścia, czemu towarzyszy nastrojowa canzonetta Barbariny z Mozartowskiego Wesela Figara. Wszystkie epizody spaja muzyka Nicoli Piovaniego.

## Obsada
- Margarita Lozano (Mariagrazia)
- Claudio Bigagli (Bata)
- Enrica Maria Modugno (Sidora)
- Franco Franchi (Zi’ Dima)
- Ciccio Ingrassia (Don Lollò)
- Biagio Barone (Salvatore)
- Omero Antonutti (Luigi Pirandello)
- Regina Bianchi (Matka Pirandella)
- Massimo Bonetti (Saro)

## Produkcja
Zdjęcia kręcono na Sycylii w następujących lokacjach według prowincji:
- prowincja Mesyna (Lipari);
- prowincja Ragusa (Ragusa, Marina di Ragusa, Ispica, zamek w Donnafugacie, Monterosso Almo, Scicli, Modica, Chiaramonte Gulfi);
- prowincja Syrakuzy (teatr grecki w Syrakuzach, Pachino);
- prowincja Trapani (Segesta)[1][2].